# Třída Shimrit
Třída Shimrit byla třída křídlatých raketových člunů izraelského námořnictva. Celkem byly postaveny tři jednotky této třídy. Vyřazeny byly roku 1993.

## Stavba
Třída byla navržena americkou společností Grumman na základě jejího pokusného dělového člunu USS Flagstaff (PGH-1). Stavba proběhla v americké loděnici Lantanta BY na Floridě. Celkem byly postaveny tři jednotky této třídy, které byly do služby přijaty v letech 1981-1985.
Jednotky třídy Shimrit:
| Jméno            | Spuštěna | Vstup do služby | Status       |
| ---------------- | -------- | --------------- | ------------ |
| Shimrit (M 161)  |          | 26. května 1981 | vyřazen 1993 |
| Snapirit (M 162) |          | 1983            | vyřazen 1993 |
| Livnit (M 163)   |          | 26. května 1985 | vyřazen 1993 |

## Konstrukce

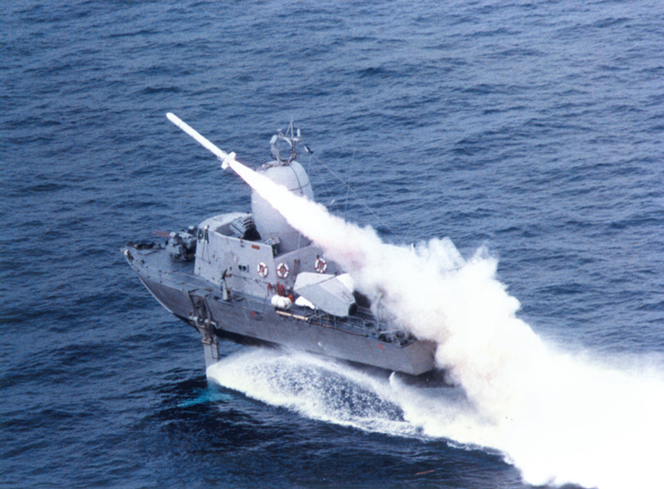
Plavidlo třídy Shimrit vypouští protilodní střelu Harpoon

Výzbroj tvořily dva 30mm kanóny PCM-30, dva 12,7mm kulomety, čtyři protilodní střely Harpoon a dvě protilodní střely Gabriel III. Pohonný systém tvořily dvě plynové turbíny Allison 501KF. Nejvyšší rychlost dosahovala 48 uzlů.